# Алвару Кардозу
Алвару Кардозу (порт. Álvaro Cardoso, 14 січня 1914, Сетубал — 12 травня 2004) — португальський футболіст, що грав на позиції півзахисника. По завершенні ігрової кар'єри — тренер.
Виступав за клуби «Віторія» (Сетубал) та «Спортінг», а також національну збірну Португалії.
Чотириразовий чемпіон Португалії. Чотириразовий володар Кубка Португалії. 

## Клубна кар'єра
У дорослому футболі дебютував 1933 року виступами за команду клубу «Віторія» (Сетубал), в якій провів п'ять сезонів. 
1938 року перейшов до клубу «Спортінг», за який відіграв 10 сезонів. За цей час чотири рази виборював титул чемпіона Португалії, ставав володарем Кубка Португалії (також чотири рази). Завершив професійну кар'єру футболіста виступами за команду «Спортінг» у 1948 році.

## Виступи за збірну
1941 року дебютував в офіційних матчах у складі національної збірної Португалії. Протягом кар'єри у національній команді, яка тривала 7 років, провів у формі головної команди країни 13 матчів.

## Кар'єра тренера
На початку 1950-х входив до очолюваного англійцем Рендольфом Гелловеєм тренерського штабу свого останнього клубу лісабонського «Спортінга». Після звільнення останнього 1953 року був призначений головним тренером клубу, проте провів на його чолі лише десять матчів, в яких команда здобула шість перемог і одну нічию, після чого його було звільнено.
Помер 12 травня 2004 року на 91-му році життя.

## Титули і досягнення
- Чемпіон Португалії (4):

«Спортінг»: 1940-1941, 1943-1944, 1946-1947, 1947-1948
- Володар Кубка Португалії (4):

«Спортінг»: 1940-1941, 1944-1945, 1945-1946, 1947-1948